# Patrick Meney
Patrick Meney est un journaliste, écrivain et producteur de télévision français né à Corsaint, en Côte-d'Or, le 30 juillet 1948.

## Carrière de journaliste
Patrick Meney commence sa carrière de journaliste à Nice-Matin en 1972, avant d'entrer à l'Agence France-Presse (AFP) en 1973.
Affecté au bureau de Dijon de l'AFP, il couvre l'affaire Lip à Besançon. Il contribue à la médiatisation de ce conflit social, qui passionne la France entière : les ouvriers de Lip ont en effet décidé de « produire des montres sans patron » et de se payer eux-mêmes.
Après sa couverture de l'affaire Lip, il est nommé au bureau de Rome de l'AFP durant les années de terrorisme des Brigades rouges (1974-1979). Basé à Rome, il est également grand reporter pour l'AFP, effectuant de nombreux reportages en Yougoslavie, en Turquie, en Irak, en Iran et au Liban. Il couvre la Révolution iranienne (septembre 1978-janvier 1980). Il est le premier journaliste à publier, depuis Téhéran, des témoignages sur les tortures en Iran, le seul journaliste occidental à pénétrer dans l'ambassade des États-Unis occupée par les « étudiants islamiques », qui y détiennent 56 otages américains. 
En 1980, il est nommé correspondant de l'AFP  à Moscou. En URSS, il s'intéresse essentiellement à la vie quotidienne des Soviétiques. Ses articles, publiés par la presse internationale, lui valent le Prix Albert-Londres en 1983, récompensant « le meilleur grand reporter du moment ». À Moscou, il révèle notamment, dans un livre intitulé Les Mains coupées de la Taïga (1984), l'existence de 600 Français retenus de force au Goulag depuis la Seconde Guerre mondiale. Il dénonce vigoureusement le régime soviétique et en prédit la chute à une époque où ce régime paraissait inébranlable. Il a « forgé le terme kleptocratie, désignant un système politique pratiquant à une très grande échelle la corruption, terme qui été ensuite élargi à d'autres régimes ».
Patrick Meney devient une des signatures de l'AFP : « On se souvient de lui comme d'un journaliste brillant, doué d'une grande facilité d'écriture. Il s'est lancé dans un travail de magazine dont il s'est vite fait le champion. Un style d'écriture qui lui a permis de sortir de l'anonymat », selon un portrait qui lui est consacré dans La Vie. Le quotidien Le Matin de Paris l'a surnommé « le Rouletabille de l'AFP » au lendemain de la réception de son prix Albert-Londres. 
Durant ces années de journaliste correspondant à l'étranger ou de grand reporter, il collabore également à Europe 1, couvrant notamment la Révolution iranienne et la Guerre du Liban pour cette station de radio.
Nommé rédacteur en chef des bureaux étrangers en 1983, il crée AFP-TV, le service vidéo de l'Agence France-Presse, avant de devenir président de l'Agence Gamma TV (1986-1990).

## Carrière de producteur-animateur de télévision
Patrick Meney intègre ensuite TF1 en tant que conseiller aux programmes (auprès d'Etienne Mougeotte), producteur et animateur. Il produit et présente notamment Mea Culpa, une émission mensuelle de médiation. L'émission sur l'inceste, qui rassemble 7,5 millions de téléspectateurs, s'accompagne d'une longue polémique, provoquant « une onde de choc médiatique ». Pour les uns, elle s'est attaquée à un tabou. Mais pour d'autres, elle a fait preuve de « voyeurisme ». Il produit et présente avec l'animateur Jacques Pradel une autre émission qui fait débat et suscite la polémique, Témoin no 1, dont il a l'idée en découvrant l'émission Crimewatch de la BBC. Émission de « service public » pour les uns (elle permit d'élucider une trentaine d'affaires criminelles grâce aux appels à témoins), mais émission de « délation » pour les autres, Témoin no 1 rassemblait entre 7 et 9 millions de téléspectateurs tous les mois.
Alors que TF1 met fin à Témoin no 1, après quatre années de programmation, Patrick Meney crée sa société de production, Be Happy Productions (1999), dans la lignée des « producteurs-animateurs ». Be Happy Productions devient rapidement un acteur important de la production télévisuelle indépendante en fournissant des prime times pour TF1, France 2 et M6 (comme Défense d'entrer; Fallait y penser !; Ça me révolte !; Supernanny ; Oui Chef !; Affaires de famille; Panique en cuisine; La France en héritage; Immersion totale; On vous dit pourquoi). Pour renforcer son implantation en France, FremantleMedia (Groupe RTL) rachète Be Happy Productions, dont Patrick Meney reste président, en 2001.
En 2010, Patrick Meney revient à la presse écrite, en tant que directeur-adjoint de la rédaction de France-Soir, avant de retourner en 2012 à la production audio-visuelle au sein de la société TCV,  puis de Belinda Media (depuis 2015).

## Carrière d'essayiste et de romancier
Patrick Meney a écrit onze livres, dont huit essais ou documents et deux romans. Plusieurs ont été des succès d'édition, dont Les Mains coupées de la Taïga et Même les tueurs ont une mère, et traduits dans plusieurs langues. Dans La Kleptocratie, il décrit la vie quotidienne des Soviétiques, loin des clichés de la propagande officielle et il dénonce l'inefficacité et la corruption du système soviétique dont il prédit la chute à ses yeux inéluctables. Dans Les Voleurs d'innocence, il dénonce la complaisance de certains médias et de certaines institutions face à la pédophilie, dont on parle très peu à l'époque. Il y décrit le phénomène sur la base du témoignage d'un pédophile assassin d'enfants, mais il y prône également le traitement des pédophiles sur le modèle canadien. À la même époque, il consacre plusieurs émissions télévisées à ce sujet, soutenu par les Associations de parents de victimes. Dans Même les tueurs ont une mère, il décrit le basculement de combattants libanais, citoyens ordinaires, dans la barbarie. Après son passage à l'émission Apostrophes de Bernard Pivot, cet ouvrage, souvent cité dans les écoles de journalisme, devient un best-seller. Patrick Meney a également écrit une pièce de théâtre, En attendant Albert (comédie, 2025).

## Publications
- L'Italie de Berlinguer, Jean-Claude Lattès, 1976.
- La Kleptocratie, La Table ronde, 1982.
- Les Mains coupées de la Taïga, La Table ronde, 1984.
- Niet ! (roman), Mazarine, 1985.
- Même les tueurs ont une mère, La Table ronde, 1986.
- La Rafale (roman), Denoël, 1990.
- Madame Bovary sort ses griffes, La Table ronde, 1985.
- Les maladies du siècle, avec Marion Meney, Ramsay, 1989.
- Les Voleurs d'innocence, Olivier Orban, 1992.
- Le pape aussi a eu vingt ans, Plon, 1995.
- Y a pas de Justice!, en collaboration avec Jacques Pradel, Ramsay, 1997.

## Prix
- Prix Albert-Londres (1983) pour l'ensemble de ses reportages sur l'URSS[18].
- Prix Maison de la Presse (1985) pour le roman Niet ![19].
- Prix du Livre de l'été (1990) pour le roman La Rafale[20].